# Шнуррер, Фридрих
Фридрих Шнуррер (1784, Тюбинген — 9 апреля 1833) — германский врач и медицинский писатель, сын богослова и востоковеда Христиана Фридриха фон Шнуррера.
Первоначально изучал медицину в родном городе, в 1805 году отправился для продолжения обучения в Вюрцбург, затем учился в Бамберге, Гёттингене и Берлине. После завершения обучения некоторое время жил в Париже, где работал в больнице и в зоологическом саду, занимаясь также частной практикой и исследованиями. В 1811 году стал исполняющим обязанности главного врача в Херренберге, в 1814 году — главным врачом в Вайнингене во Фламе, где занимался наблюдением за распространением эпидемий. Весной 1830 года стал придворным врачом у герцога Нассау и спустя три года скончался на этой должности.
Приобрёл известность своими трудами об эпидемических болезнях, особенно о холере. Наиболее известная работа на эту тему — «Chronik der Seuchen, in Verbindung mit den gleichzeitigen Erscheinungen in der physischen Welt und in der Geschichte der Menschen» (Тюбинген, 1823—1824). Кроме того, ему принадлежат: «Materialen zu einer allgemeinen Naturlehre bei Epidemien und Contagien» (там же, 1810); «Geographische Nosologie oder die Lehre von den Veränderungen der Krankheiten in den verschiedenen Gegenden der Erde» (Штутгарт, 1813); «Karte über die geogr. Ausbreitung der Krankheiten mit der Beilage: Karte der Verbreitung der Cholera morbus von Aug. 1817 bis Ende Oct. 1830» (там же, 1831); «Die Cholera morbus, ihre Verbreitung und ihre Zufälle, die verschiedenen Heilmethoden etc.» (Штутгарт и Тюбинген, 1831); «Allgemeine Krankheitslehre, gegründet auf die Erfahrung und die Fortschritte des XIX Jahrhunderts» (Тюбинген, 1831).